# جيلكو بابيتش (كرة يد)
جيلكو بابيتش (بالكرواتية: Željko Babić)‏ مواليد 19 مايو 1972 في جمهورية يوغوسلافيا الاشتراكية الاتحادية، هو لاعب كرة يد كرواتي معتزل تحول إلى التدريب بعد الاعتزال لعب كجناح أيمن. يدرب حاليا منتخب كرواتيا لكرة اليد.

## سجل المنافسة
شارك في البطولات التالية كمدرب:
- بطولة أوروبا لكرة اليد للرجال 2016[1]
- الألعاب الأولمبية الصيفية 2016

## الإنجازات
- بطولة يوغوسلافيا لكرة اليد: 1988-89، 1990–91
- الدوري الكرواتي لكرة اليد: 1991-92، 1992–93، 1993–94
- الكأس الأوروبية: 1991–92، 1992–93
- دوري الجنوب الشرقي لكرة اليد النهائي: 2013–14، 2014–15